# Chalupy (Všeruby)
Chalupy jsou malá vesnice, část městyse Všeruby v okrese Domažlice v Plzeňském kraji. Nachází se asi čtyři kilometry východně od Všerub. Je zde evidováno 12 adres. V roce 2011 zde trvale žilo 16 obyvatel.
Chalupy jsou také název katastrálního území o rozloze 2,62 km².

## Historie
První písemná zmínka o vesnici pochází z roku 1697.

## Obyvatelstvo
| Rok            | 1869 | 1880 | 1890 | 1900 | 1910 | 1921 | 1930 | 1950 | 1961 | 1970 | 1980 | 1991 | 2001 | 2011 | 2021 |
| -------------- | ---- | ---- | ---- | ---- | ---- | ---- | ---- | ---- | ---- | ---- | ---- | ---- | ---- | ---- | ---- |
| Počet obyvatel | 262  | 254  | 233  | 213  | 209  | 221  | 210  | 57   | 59   | 49   | 43   | 23   | 14   | 16   | 10   |
| Počet domů     | 37   | 39   | 39   | 39   | 40   | 40   | 41   | 41   | –    | 11   | 11   | 12   | 12   | 13   | 12   |

## Obecní správa
Při sčítání lidu v letech 1850–1920 Chalupy byly osadou obce Hyršov v okrese Domažlice. V letech 1921–1949 byly samostatnou obcí v okrese Domažlice. V letech 1950–1984 byly znovu osadou obce Hyršov v okrese Domažlice. Od 1. ledna 1985 jsou částí městyse Všeruby v okrese Domažlice.

## Další fotografie

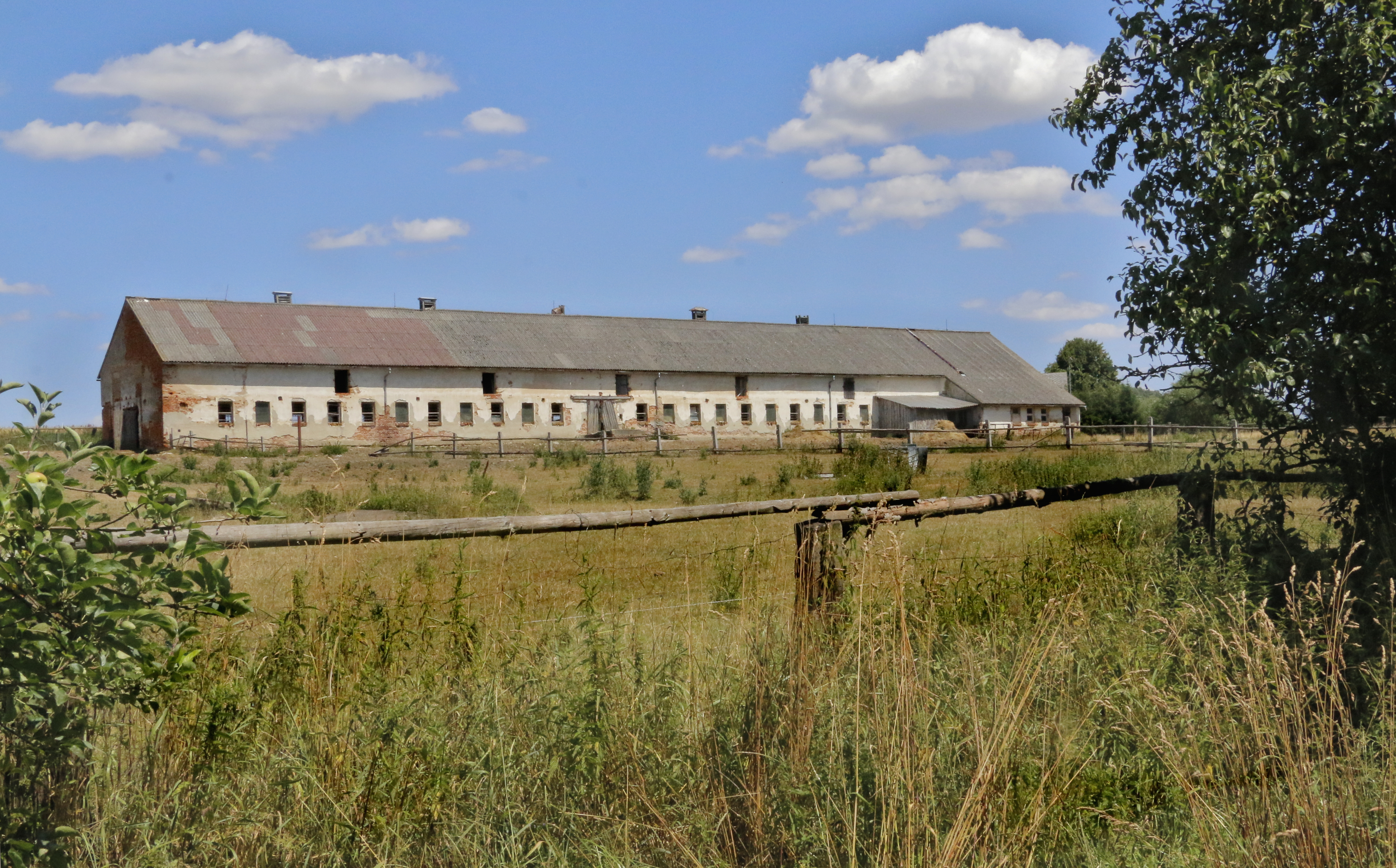
Bývalý kravín
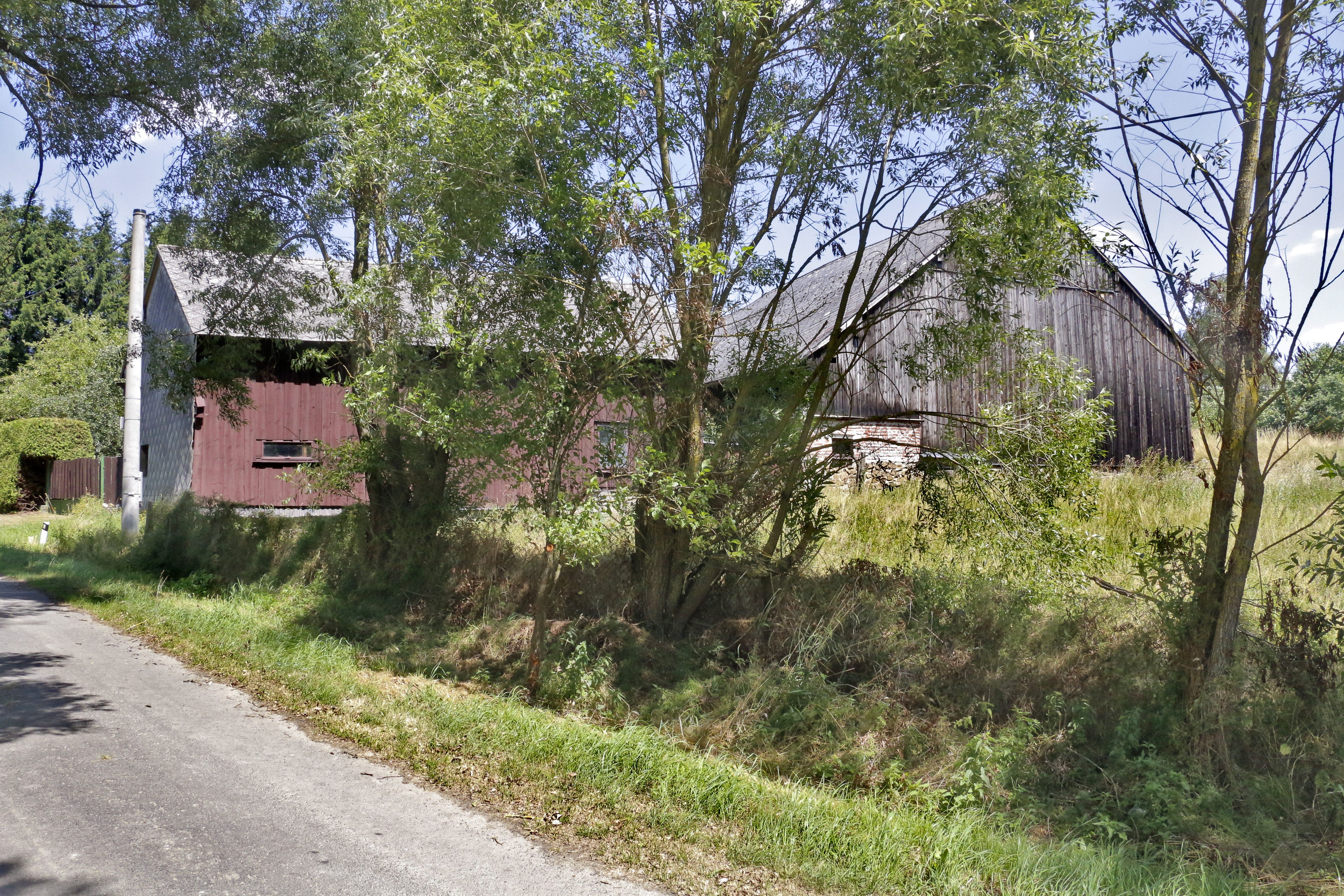
Dům čp. 31
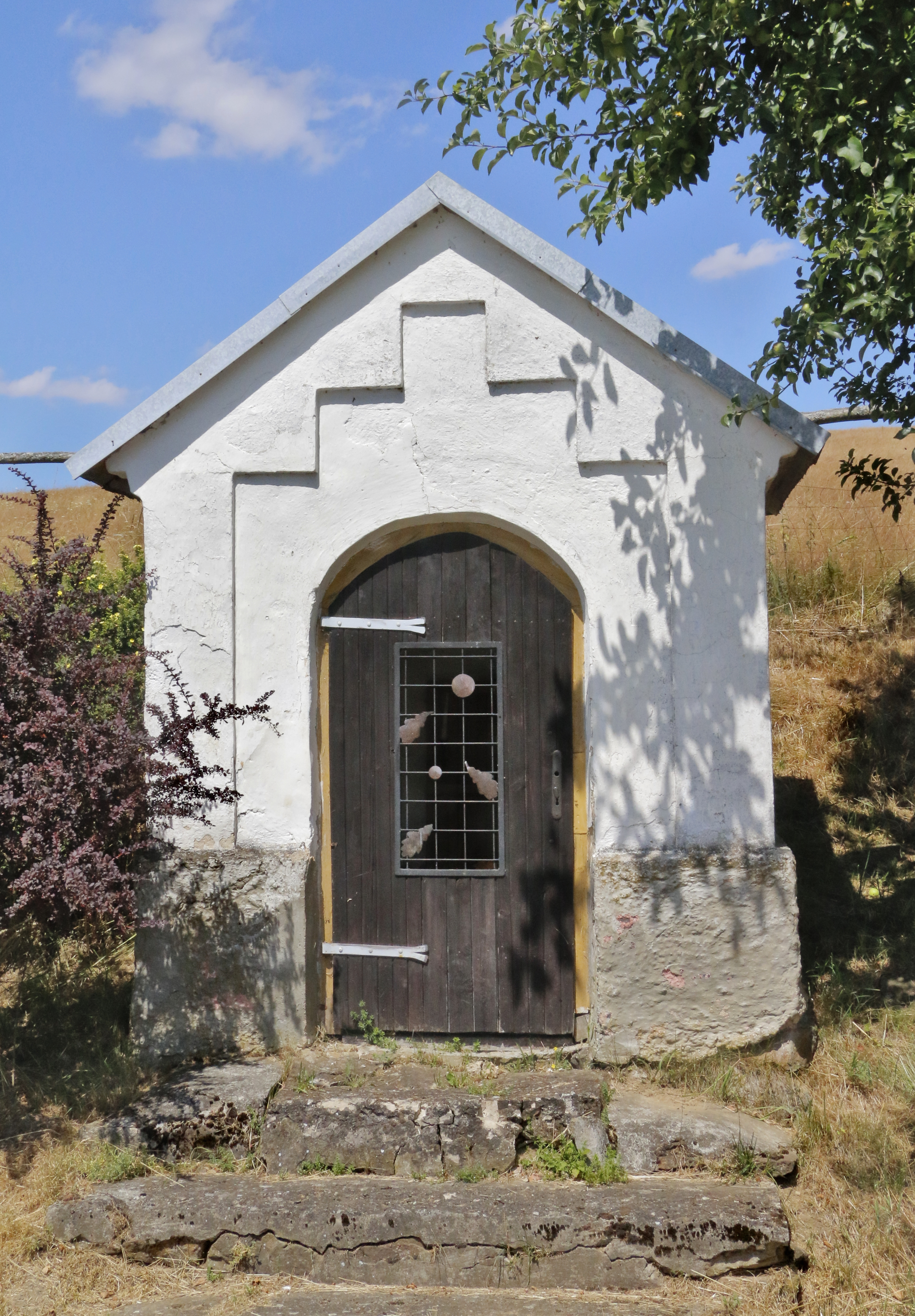
Kaple u příjezdu do vesnice
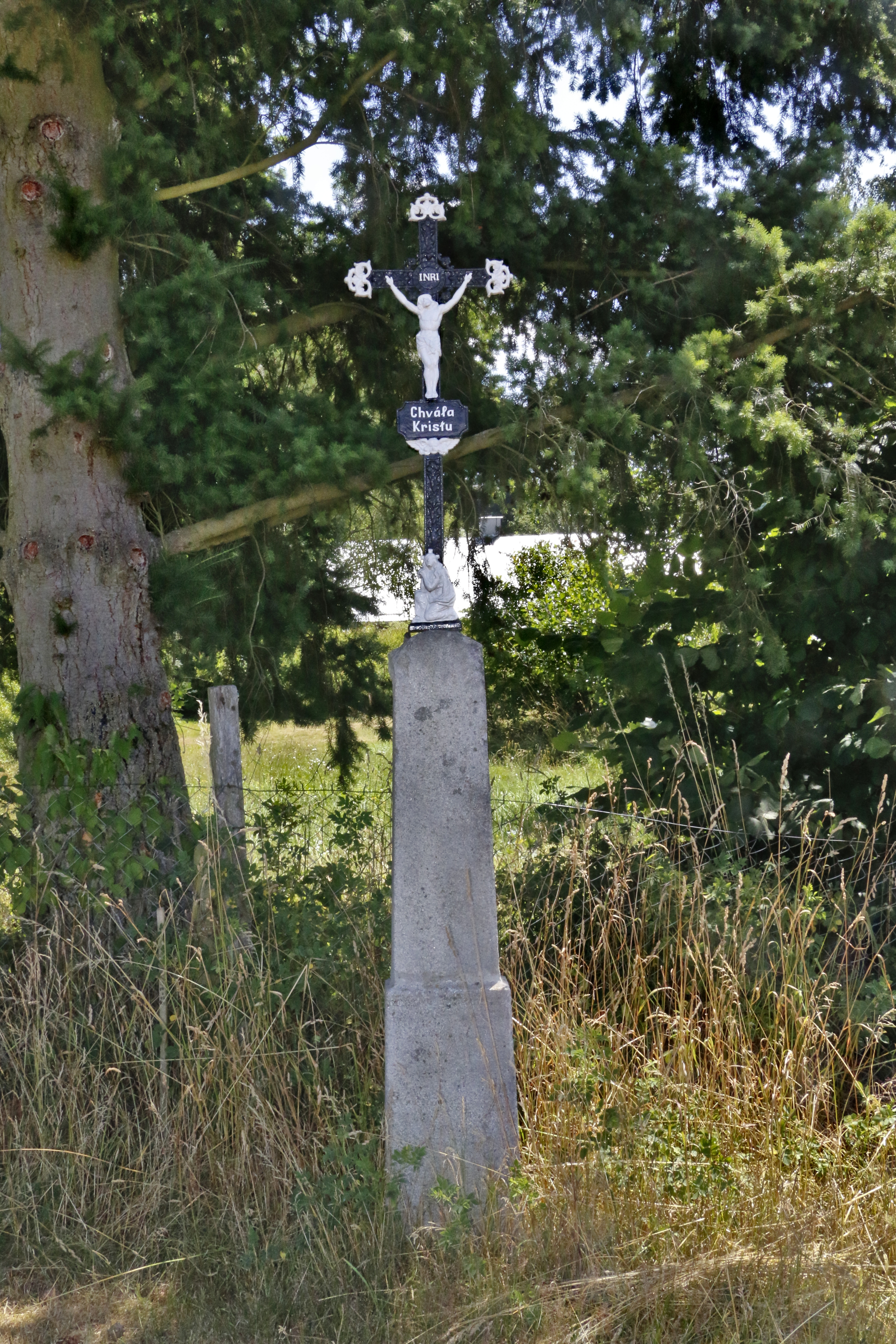
Křížek pod stromy